# جاپری
جاپری (به پرتغالی: Japeri) یک منطقهٔ مسکونی در برزیل است که در ریو دو ژانیرو واقع شده‌است. جاپری ۸۲٫۴۵۴ کیلومتر مربع مساحت و ۱۰۵٬۵۴۸ نفر جمعیت دارد و ۱۷ متر بالاتر از سطح دریا واقع شده‌است.